# Trophée du commissaire (LIH)
Pour le trophée des champions de la Série mondiale de baseball, voir Trophée du Commissaire.
Le trophée du Commissaire, de son vrai nom en anglais : Commissioner's Trophy était un trophée remis à l'entraîneur qui a contribué le plus au succès de son équipe dans la ligue internationale de hockey de 1985 à 2001. 

## Gagnant du trophée
| Année | Gagnant                      | Équipe                                     |
| ----- | ---------------------------- | ------------------------------------------ |
| 1985  | Pat Kelly Rick Ley           | Rivermen de Peoria Lumberjacks de Muskegon |
| 1986  | Rob Laird                    | Komets de Fort Wayne                       |
| 1987  | Wayne Thomas                 | Golden Eagles de Salt Lake                 |
| 1988  | Rick Dudley                  | Spirits de Flint                           |
| 1989  | Phil Russell Blair MacDonald | Lumberjacks de Muskegon                    |
| 1990  | Darryl Sutter                | Ice d'Indianapolis                         |
| 1991  | Bob Plager                   | Rivermen de Peoria                         |
| 1992  | Kevin Constantine            | Blades de Kansas City                      |
| 1993  | Al Sims                      | Komets de Fort Wayne                       |
| 1994  | Bruce Boudreau               | Komets de Fort Wayne                       |
| 1995  | Butch Goring                 | Grizzlies de Denver                        |
| 1996  | Butch Goring                 | Grizzlies de l'Utah                        |
| 1997  | John Van Boxmeer             | Ice Dogs de Long Beach                     |
| 1998  | John Torchetti               | Komets de Fort Wayne                       |
| 1999  | Dave Tippett                 | Aeros de Houston                           |
| 2000  | Guy Charron                  | Griffins de Grand Rapids                   |
| 2001  | Peter Horachek               | Solar Bears d'Orlando                      |